# Mario Pedini
Mario Pedini (Montichiari, 27 dicembre 1918 – Roma, 8 luglio 2003) è stato un politico italiano, ministro della Repubblica Italiana.

## Biografia
Laureato in filosofia nel 1943 all'Università degli Studi di Pavia e poi in giurisprudenza, è diventato procuratore legale, insegnante di ruolo e preside nelle scuole medie.
Dopo la Seconda guerra mondiale si avvicina alla Democrazia Cristiana divenendo prima segretario organizzativo, poi segretario politico provinciale. 
Deputato democristiano dal 1953 al 1968, ha ricoperto vari incarichi di governo: sottosegretario alla Ricerca scientifica e agli Affari esteri, Ministro per i beni culturali e ambientali nei Governi Moro IV e Andreotti III, Ministro della pubblica istruzione nel Governo Andreotti IV.
È stato membro dell'Assemblea parlamentare europea dal 1959 al 1968 e del Parlamento europeo dal 1979 al 1984 e in quella sede si è occupato in modo particolare delle politiche di cooperazione allo sviluppo realizzate dalla CEE, sottolineando l'importanza della cooperazione culturale e dell'avvicinamento "spirituale" tra popoli del Nord e del Sud del mondo, in linea con gli auspici della Chiesa cattolica. Negli anni '80 è stato a lungo Presidente di Assafrica, l'associazione di Confindustria che si occupa di sostenere le imprese italiane che operano nel continente africano.
Ha mostrato una particolare attenzione al mondo giovanile, e a lui si deve la "Legge Pedini" sul volontariato del 1966, che consentiva ai giovani di scegliere tra il servizio militare e servizio civile nei Paesi in via di sviluppo.
Nel giugno del 1969, sottosegretario agli Esteri, condusse la delicata trattativa che portò alla liberazione in Nigeria di 14 tecnici italiani dell'ENI fatti prigionieri in seguito all'Eccidio di Biafra da parte di un commando biafrano.
Il 30 maggio 1975, in qualità di ministro senza portafoglio del IV Governo Moro con delega per il coordinamento delle iniziative per la ricerca scientifica e tecnologica, appone la propria firma alla Convenzione istitutiva di una Agenzia spaziale europea. La Repubblica Italiana si impegna così a partecipare al progetto dell'ESA.
Nell'ottobre del 1983 è tra i fondatori dell'Ong (Organizzazione Non Governativa) bresciana Scaip operante in Africa e America Latina.
Monteclarense di origine, è sempre stato strettamente legato alla sua terra di origine, senza però rinunciare a orizzonti più ampi, sia europei che mondiali. In particolare, ha profuso grande impegno per la promozione dell'economia della Bassa Bresciana; a lui va ascritto il merito di aver edificato il Centro Fiera del Garda.
Il suo nome figura nella lista degli appartenenti alla loggia massonica P2.

## Vita privata
Si dilettava a suonare il pianoforte.